# Norwich City FC (rezerva a akademie)
Rezerva Norwich City FC je rezervní tým anglického klubu Norwich City FC. Rezerva hraje ligovou sezónu v Premier League do 21 let, což je nejvyšší liga v Anglii pro tuto věkovou kategorii. Trenérem je Dmitri Halajko.
Akademie Norwich City FC je výběr hráčů Norwichu do 18 a méně let. Akademie působí v Premier League do 18 let a v FA Youth Cupu. Trenérem je Ricky Martin.

## Sestava U21
Aktuální k datu: 17. březen 2016
| Číslo |                                | Pozice | Hráč               |
| ----- | ------------------------------ | ------ | ------------------ |
| —     | Alžírsko                       | O      | Adel Gafaiti       |
| —     | Konžská demokratická republika | O      | Michee Efete       |
| —     | Severní Irsko                  | O      | Joe Crowe          |
| —     | Anglie                         | O      | Afolabi Coker      |
| —     | Anglie                         | O      | Reiss Awuah        |
| —     | Anglie                         | O      | Arinse Uade        |
| —     | Anglie                         | O      | Reece Hall-Johnson |

| Číslo |         | Pozice | Hráč                |
| ----- | ------- | ------ | ------------------- |
| —     | Anglie  | Z      | Ray Grant           |
| —     | Anglie  | Z      | Ben Godfrey         |
| —     | Anglie  | Z      | Ebou Adams          |
| —     | Anglie  | Ú      | Todd Cantwell       |
| —     | Skotsko | Ú      | Cameron King        |
| —     | Anglie  | Ú      | Jamie Eaton-Collins |

## Sestava U18
Aktuální k datu: 17. březen 2016
| Číslo |        | Pozice | Hráč              |
| ----- | ------ | ------ | ----------------- |
| —     | Anglie | B      | Aston Oxborough   |
| —     | Anglie | B      | Marcus Beauchamp  |
| —     | Anglie | B      | Fergal Hale-Brown |
| —     | Anglie | O      | Kofi Boateng      |
| —     | Anglie | O      | Timi Odusina      |
| —     | Anglie | O      | Owen Wallis       |
| —     | Anglie | O      | Toby Syme         |
| —     | Anglie | O      | Callum Ellesley   |
| —     | Anglie | Z      | Harley Black      |
| —     | Anglie | Z      | Bilal Kamal       |
| —     | Anglie | Z      | Henry Pollock     |
| —     | Anglie | Z      | Emersson Sambu    |

| Číslo |         | Pozice | Hráč               |
| ----- | ------- | ------ | ------------------ |
| —     | Anglie  | Z      | Louis Ramsay       |
| —     | Anglie  | Z      | Devonte Aransibia  |
| —     | Anglie  | Z      | Louis McIntosh     |
| —     | Anglie  | Z      | Alan Fleming       |
| —     | Anglie  | Ú      | Benny Ashley-Seal  |
| —     | Anglie  | Ú      | Jamal Lewis        |
| —     | Skotsko | Ú      | Glenn Middleton    |
| —     | Anglie  | Ú      | Jake Simpson       |
| —     | Anglie  | Ú      | Lewis Byrne-Hewitt |
| —     | Anglie  | Ú      | Oliver Cole        |
| —     | Anglie  | Ú      | George Couzens     |
| —     | Anglie  | Ú      | Diallang Jaiyesimi |